# Грин Вали Фармс (Тексас)
Грин Вали Фармс (енгл. Green Valley Farms) насељено је место без административног статуса у америчкој савезној држави Тексас.

## Демографија
По попису из 2010. године број становника је 1.272, што је 552 (76,7%) становника више него 2000. године.
| Група             | 2000.       | 2010.         |
| Белци             | 22 (3,1%)   | 38 (3,0%)     |
| Афроамериканци    | 3 (0,4%)    | 13 (1,0%)     |
| Азијати           | 0 (0,0%)    | 1 (0,1%)      |
| Хиспаноамериканци | 697 (96,8%) | 1.232 (96,9%) |
| Укупно            | 720         | 1.272         |